# Lee Joon-ik
Lee Joon-ik (en hangul, 이준익) (Seúl, Corea del Sur, 21 de septiembre de 1959) es un director de cine, productor y actor surcoreano. Es principalmente conocido por haber dirigido The King and the Clown (2005), una de las películas surcoreanas más taquilleras de la historia. Otros filmes destacados incluyen Sunny (2008), Hope (2013), The Throne (2015) y Dongju: The Portrait of a Poet (2016).

## Biografía
Lee Joon-ik nació el 21 de septiembre de 1959 en la ciudad de Seúl, Corea del Sur. Estudió pintura oriental en la Universidad Sejong, pero sus dificultades financieras le llevaron a abandonar sus estudios y conseguir un empleo como ilustrador de revistas. En 1985, Lee se convirtió en director de marketing y comenzó a diseñar carteles y otros materiales de marketing para películas nacionales y extranjeras. Rápidamente ganó una buena reputación por su talento artístico y en 1993, creó su propia compañía de producción y distribución, CineWorld. Ese mismo año también dirigió su primera película, Kid Cop.
Su siguiente película, la comedia histórica Once Upon a Time in a Battlefield (2003), estableció su reputación como director y atrajo a audiencias tanto nacionales como internaciones. La película fue la octava película más vista en Corea del Sur de ese año, con 2.835.000 de boletos vendidos a nivel nacional.
En 2005, Lee dirigió su filme más conocido, The King and the Clown, una de las películas surcoreanas más taquilleras de la historia. El filme recibió la alabanza de la crítica, así como también una serie de diversos premios y nominaciones. Por esta película, Lee recibió un Grand Bell Award a mejor director, así como también nominaciones a un Baeksang Arts Award, a un Blue Dragon Film Award y a un Korean Film Award en la misma categoría.
En octubre de 2022 debutó en televisión con la serie de ciencia ficción en seis capítulos Yonder.

## Filmografía

### Director
- Kid Cop (1993)
- Once Upon a Time in a Battlefield (2003)
- The King and the Clown (2003)
- Radio Star (2006)
- The Happy Life (2007)
- Sunny (2008)
- Blades of Blood (2010)
- Battlefield Heroes (2011)
- Hope (2013)
- The Throne (2015)
- Dongju: The Portrait of a Poet (2016)
- Anarchist from Colony (2017)
- Sunset in My Hometown (2018)
- The Book of Fish (2021)[9]

### Productor
- The Spy (1999)
- Anarchists (2000)
- Ghost Taxi (2000)
- Hi! Dharma! (2001)
- Once Upon a Time in a Battlefield (2003)
- The King and the Clown (2005)
- Radio Star (2006)

### Productor ejecutivo
- Hi! Dharma! 2: Showdown in Seoul (2004)
- Love Phobia (2006)
- Shadows in the Palace (2007)

### Actor
- Radio Star (2006)
- The Unjust (2010)
- Ari Ari the Korean Cinema (2012, documental)
- Behind the Camera (2013)
- In The Hero (2014)
- Tazza: The Hidden Card (2014)

### Series web y de televisión
- Yonder (TVING, 2022).[8]

## Premios y nominaciones
| Año  | Premio                                    | Categoría         | Película                       | Resultado | Ref.          |
| ---- | ----------------------------------------- | ----------------- | ------------------------------ | --------- | ------------- |
| 2006 | Baeksang Arts Awards                      | Mejor director    | The King and the Clown         | Nominado  |               |
| 2006 | Grand Bell Awards                         | Mejor director    | The King and the Clown         | Ganador   |               |
| 2006 | Blue Dragon Film Awards                   | Mejor director    | The King and the Clown         | Nominado  |               |
| 2006 | Korean Film Awards                        | Mejor director    | The King and the Clown         | Nominado  |               |
| 2007 | Deauville Asian Film Festival             | Premio del jurado | The King and the Clown         | Ganador   |               |
| 2009 | Baeksang Arts Awards                      | Mejor director    | Sunny                          | Nominado  |               |
| 2013 | Blue Dragon Film Awards                   | Mejor director    | Hope                           | Nominado  |               |
| 2014 | Chunsa Film Art Awards                    | Mejor director    | Hope                           | Nominado  |               |
| 2014 | Baeksang Arts Awards                      | Mejor director    | Hope                           | Nominado  |               |
| 2015 | Korean Association of Film Critics Awards | Mejor director    | The Throne                     | Nominado  |               |
| 2015 | Grand Bell Awards                         | Mejor director    | The Throne                     | Nominado  |               |
| 2015 | Blue Dragon Film Awards                   | Mejor director    | The Throne                     | Nominado  |               |
| 2015 | The Korea Film Actors Association Awards  | Mejor director    | The Throne                     | Ganador   |               |
| 2015 | Max Movie Awards                          | Mejor director    | The Throne                     | Nominado  |               |
| 2015 | Asia Pacific Screen Awards                | Mejor director    | The Throne                     | Nominado  |               |
| 2016 | Baeksang Arts Awards                      | Mejor director    | Dongju: The Portrait of a Poet | Nominado  |               |
| 2016 | Buil Film Awards                          | Mejor director    | Dongju: The Portrait of a Poet | Ganador   |               |
| 2016 | Blue Dragon Film Awards                   | Mejor director    | Dongju: The Portrait of a Poet | Nominado  |               |
| 2017 | Buil Film Awards                          | Mejor director    | Anarchist From Colony          | Nominado  | [ 10 ]        |
| 2017 | Grand Bell Awards                         | Mejor director    | Anarchist From Colony          | Ganador   | [ 11 ]        |
| 2017 | Blue Dragon Film Awards                   | Mejor director    | Anarchist From Colony          | Nominado  | [ 12 ]        |
| 2017 | Chunsa Film Art Awards                    | Mejor director    | Anarchist From Colony          | Nominado  | [ 13 ] [ 14 ] |
| 2017 | Resistance Film Festival in Korea         | Mejor director    | Anarchist From Colony          | Ganador   | [ 15 ]        |
| 2021 | 57.º Baeksang Arts                        | Gran Premio       | The Book of Fish               | Ganador   | [ 9 ]         |
| 2021 | 57.º Baeksang Arts                        | Mejor director    | The Book of Fish               | Nominado  | [ 16 ] [ 17 ] |
| 2021 | 2021 Chunsa Film Art                      | Mejor director    | The Book of Fish               | Nominado  | [ 18 ]        |
| 2021 | 30.º Buil Film                            | Mejor director    | The Book of Fish               | Ganador   | [ 19 ] [ 20 ] |
| 2021 | 15.º Asian Film                           | Mejor director    | The Book of Fish               | Nominado  | [ 21 ]        |
| 2021 | 42.º Blue Dragon Film                     | Mejor director    | The Book of Fish               | Nominado  | [ 22 ] [ 23 ] |
| 2021 | Korean Association of Film Critics        | Premio FIPRESCI   | The Book of Fish               | Ganador   | [ 24 ]        |
| 2021 | 41.º Golden Cinematography                | Mejor director    | The Book of Fish               | Ganador   | [ 25 ] [ 26 ] |
| 2021 | 8.º Korean Film Writers Association       | Mejor director    | The Book of Fish               | Ganador   | [ 27 ]        |
| 2022 | Director's Cut                            | Mejor director    | The Book of Fish               | Ganador   | [ 28 ]        |